# Pero molionaria
Pero molionaria är en fjärilsart som beskrevs av Charles Oberthür 1912. Pero molionaria ingår i släktet Pero och familjen mätare. Inga underarter finns listade i Catalogue of Life.